# Phare de Warnemünde
Le phare de Warnemünde (en allemand : Leuchtturm Warnemünde) est un phare actif situé dans la station balnéaire de Warnemünde (quartier de la ville hanséatique de Rostock), dans l'arrondissement de Rostock du Mecklembourg-Poméranie-Occidentale, en Allemagne.
Il est géré par la WSV de Stralsund .

## Histoire
La première certification d'un feu de signalisation maritime à Warnemünde date de 1358. C'était un chaudron monté sur un cadre en bois. Plusieurs tourelles l'ont remplacé jusqu'en 1836 où, une structure en brique surmontée d'une tourelle métallique à claire-voie a été construite pour porter une lampe à pétrole.
Le phare de Warnemünde , mis en service en 1878, marque l'entrée étroite du chenal vers Rostock. Sa lentille de Fresnel reçut, à l'origine, un brûleur au kérosène qui fut amélioré en 1911. En 1917 il fut reconverti au gaz, et électrifié dès 1919. Le phare fut occupé par des gardiens jusqu'en 1978, date de son automatisation.
Le phare a aussi une vocation touristique et fut rouvert au public après une longue restauration terminée en 1993. Un escalier intérieur en colimaçon en granit mène à la galerie supérieure au niveau de la lanterne. Depuis 1999, le phare de Warnemünde sert le 1er janvier de chaque année pour un spectacle de feux d’artifice et de son et lumière. L'événement, jusqu'en 2014, se nommait Leuchtturm in Flammen, et a été rebaptisé Warnemünde Turmleuchten à partir de 2015. En 2015, environ 85 000 visiteurs ont assisté à l'événement pour la première fois.

## Description
Le phare, est une tour cylindrique effilée en brique de 31 m de haut, avec deux galeries (une au centre et une au sommet). La tour est non peinte en brique gris clair et la lanterne cylindrique est verte métallique avec un dôme en cuivre. Il émet, à une hauteur focale de 34 m, quatre brefs éclats blancs de 0,3 seconde, par période de 24 secondes. Sa portée est de 20 milles nautiques (environ 37 km).

Identifiant : ARLHS : FED-022 - Amirauté : C1404 - NGA : 3428 .

## Caractéristiques dufeu maritime
Fréquence : 24 secondes (W-W-W-W)
- 0,3+(2,7)+0,3+(2,7)+0,3+(8,7)+0,3+(8,7) s

|          |
| Le phare |

|             |
| La lanterne |

|      |
| Plan |

### Lien connexe
- Liste des phares en Allemagne